# Кулаков, Юрий Львович
Юрий Львович Кулаков (1 октября 1959 – 9 июля 2020) — советский и российский режиссёр, художник-мультипликатор, сценарист.
Известен как создатель мультипликационных фильмов «Беовульф: Анимированный эпос» (1998), «Князь Владимир» (2005), и др.

## Биография
В возрасте 12 лет впервые попал на киностудию «Союзмультфильм». С того времени на этой студии посещал курсы рисования, руководителем которых был художник сериала «Ну, погоди!» Олег Комаров.
После окончания школы Юрий Львович начал профессиональную работу на «Союзмультфильм» в качестве художника-прорисовщика. После армии вернулся в студию, закончив там курсы художников-мультипликаторов.
В качестве художника-мультипликатора он создаёт более 30 картин в сотрудничестве с такими режиссёрами, как Владимир Тарасов, Валерий Угаров, Владимир Попов.
С 1984 года сам начинает работать как режиссёр.
В 1992—1994 годах в составе студии «Christmas Films» в сотрудничестве с англичанами в качестве режиссёра и художника-аниматора участвует в проекте «Шекспир: Великие комедии и трагедии» (серии «Макбет» и «Юлий Цезарь»), в 2000 году — в цикле BBC «Сказки народов мира» («Animated Tales of the World»), (серия «Подна и Подни»).
В 1998 году по заказу BBC режиссирует фильм «Беовульф: Анимированный эпос», получивший преимущественно положительные оценки.
В качестве режиссёра и сценариста Ю. Л. Кулаков 7 лет трудился над созданием мультфильма «Князь Владимир» (студия Солнечный Дом-ДМ). В результате «Князь Владимир» стал одним из востребованных детских мультфильмов.
Скончался 9 июля 2020 года от последствий вируса COVID-19.

## Фильмография

### Режиссёр
- 1994 Юлий Цезарь (Шекспир: Великие комедии и трагедии)
- 1996 Сотворение мира (Библия в анимации)
- 1998 Беовульф
- 2000 Подна и Подни
- 2005 Князь Владимир
- 2017 Сказ о Петре и Февронии

### Сценарист
- 2005 Князь Владимир

### Художник-мультипликатор
- 1983 Юбилей
- 1985 Контракт
- 1986 Три новеллы
- 1986 Переменка № 5. Не поделили
- 1987 Муму
- 1987 Прямое попадание
- 1988 Кому повем печаль мою?
- 1988 Перевал
- 1989 Притча об артисте. Лицедей
- 1989 Сапожник и Русалка
- 1989 Микко — сын Павловой
- 1990 В поисках Олуэн
- 1991 Весёлая карусель № 23
- 1991 Подводные береты
- 1992 Чудаки. Дошел
- 1993 Ну, погоди! (выпуск 17)
- 1996 Сотворение мира
- 1998 Беовульф
- 2000 Подна и Подни
- 2001 Мальчик-пастух Тумур
- 2006 Бабка Ёжка и другие
- 2010 Икра

## Награды
- Князь Владимир — Гран-при на VIII Международном кинофестивале «Сказка» в Москве. Его авторы Юрий Кулаков и Юрий Батанин удостоены этой награды за «художественное воплощение исторической темы на экране».[1]
- Подна и Подни:
  - Звание «Лучший детский фильм» — IV международный фестиваль анимационного кино «Анимаевка-2001».[2]
  - Гран-При МФАК «Золотая рыбка», Первый приз «Золотая рыбка»[3]
  - Первый приз — Всероссийский фестиваль визуальных искусств в ВДЦ «Орлёнок»;
- Беовульф: Анимированный эпос — приз МФАК в Берлине;
- Алфавит (Нидерланды, 1992) — Приз Фестиваля телефильмов в Утрехте.